# Wereldkampioenschappen veldrijden 1991

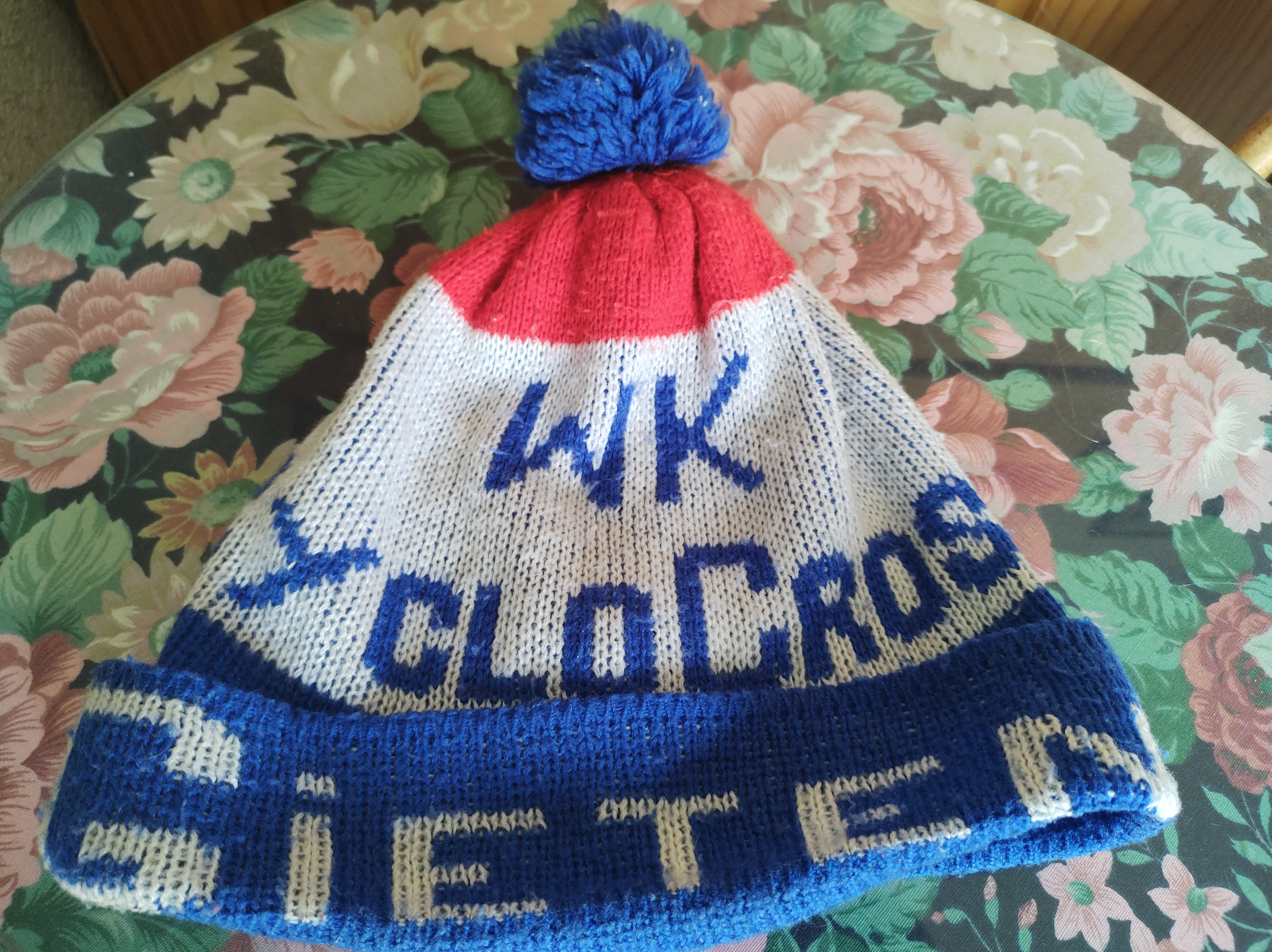

De wereldkampioenschappen veldrijden 1991 werden gehouden op 2 en 3 februari 1991 in Gieten, Nederland. Het vroor dat weekend hevig in Drenthe.

## Uitslagen

### Mannen, elite
| Plaats | Renner              | Land              | Tijd    |
| ------ | ------------------- | ----------------- | ------- |
|        | Radomír Šimůnek     | Tsjecho-Slowakije | 1:03:14 |
| Zilver | Adrie van der Poel  | Nederland         | z.t.    |
| Brons  | Bruno le Bras       | Frankrijk         | + 0.06  |
| 4.     | Henk Baars          | Nederland         | + 0.24  |
| 5.     | Wim Lambrechts      | België            | + 0.28  |
| 6.     | Frank van Bakel     | Nederland         | + 0.34  |
| 7.     | Roger Honegger      | Zwitserland       | + 0.37  |
| 8.     | Martin Hendriks     | Nederland         | + 0.46  |
| 9.     | Dominique Arnould   | Frankrijk         | + 1.06  |
| 10.    | Christophe Lavainne | Frankrijk         | + 1.40  |

### Jongens, junioren
| Plaats | Renner          | Land              | Tijd   |
| ------ | --------------- | ----------------- | ------ |
|        | Ondřej Lukeš    | Tsjecho-Slowakije | 45.47  |
| Zilver | Jiří Pospíšil   | Tsjecho-Slowakije | z.t.   |
| Brons  | Dariusz Gil     | Polen             | z.t.   |
| 4.     | Václav Metlička | Tsjecho-Slowakije | + 0.01 |
| 5.     | Jan Ulrich      | Duitsland         | z.t.   |
| 6.     | Jan Faltýnek    | Tsjecho-Slowakije | + 0.04 |
| 7.     | Marcel Vrogten  | Nederland         | + 0.21 |
| 8.     | Tomasz Bukowski | Polen             | + 0.36 |
| 9.     | Roman Jordens   | Duitsland         | + 0.45 |
| 10.    | Patrick Flamm   | Duitsland         | + 0.48 |

### Mannen, amateurs
| Plaats | Renner              | Land              | Tijd   |
| ------ | ------------------- | ----------------- | ------ |
|        | Thomas Frischknecht | Zwitserland       | 50.19  |
| Zilver | Henrik Djernis      | Denemarken        | + 0.23 |
| Brons  | Daniele Pontoni     | Italië            | + 0.24 |
| 4.     | Marcel Gerritsen    | Nederland         | + 0.26 |
| 5.     | Edward Kuijper      | Nederland         | + 0.31 |
| 6.     | Timo Berner         | Duitsland         | + 0.32 |
| 7.     | Rudy Thielemans     | België            | + 0.44 |
| 8.     | Beat Wabel          | Zwitserland       | + 0.45 |
| 9.     | Radovan Fořt        | Tsjecho-Slowakije | + 0.54 |
| 10.    | Pavel Elsnic        | Tsjecho-Slowakije | + 0.59 |

## Medaillespiegel
| Plaats | Land              | Goud | Zilver | Brons | Totaal |
| 1      | Tsjecho-Slowakije | 2    | 1      | 0     | 3      |
| 2      | Zwitserland       | 1    | 0      | 0     | 1      |
| 3      | Denemarken        | 0    | 1      | 0     | 1      |
| 3      | Nederland         | 0    | 1      | 0     | 1      |
| 5      | Frankrijk         | 0    | 0      | 1     | 1      |
| 5      | Polen             | 0    | 0      | 1     | 1      |
| 5      | Italië            | 0    | 0      | 1     | 1      |
| Totaal | Totaal            | 3    | 3      | 3     | 9      |

1950 · 
1951 · 
1952 · 
1953 · 
1954 · 
1955 · 
1956 · 
1957 · 
1958 · 
1959 · 
1960 · 
1961 · 
1962 · 
1963 · 
1964 · 
1965 · 
1966 · 
1967 · 
1968 · 
1969 · 
1970 · 
1971 · 
1972 · 
1973 · 
1974 · 
1975 · 
1976 · 
1977 · 
1978 · 
1979 · 
1980 · 
1981 · 
1982 · 
1983 · 
1984 · 
1985 · 
1986 · 
1987 · 
1988 · 
1989 · 
1990 · 
1991 · 
1992 · 
1993 · 
1994 · 
1995 · 
1996 · 
1997 · 
1998 · 
1999 · 
2000 · 
2001 · 
2002 · 
2003 · 
2004 · 
2005 · 
2006 · 
2007 · 
2008 · 
2009 · 
2010 · 
2011 · 
2012 · 
2013 · 
2014 · 
2015 · 
2016 · 
2017 · 
2018 · 
2019 ·
2020 ·
2021 ·
2022 ·
2023 ·
2024 ·
2025

Categorieën

Mannen elite · 
vrouwen elite · 
mannen beloften · 
vrouwen beloften · 
jongens junioren · 
meisjes junioren · 
gemengde estafette

Voormalig:
mannen amateurs